# Contea di Crockett (Texas)
La contea di Crockett (in inglese Crockett County) è una contea dello Stato del Texas, negli Stati Uniti. La popolazione al censimento del 2010 era di 3 719 abitanti. Il capoluogo di contea è Ozona. La contea è stata fondata nel 1875 ed in seguito organizzata nel 1891 Il suo nome deriva da Davy Crockett, militare, politico, cacciatore, avventuriero ed eroe popolare del Far West.

## Geografia fisica
| Anno | Popolazione | ±%     |
| ---- | ----------- | ------ |
| 1880 | 127         |        |
| 1890 | 194         | 52.8%  |
| 1900 | 1,591       | 720.1% |
| 1910 | 1,296       | −18.5% |
| 1920 | 1,500       | 15.7%  |
| 1930 | 2,590       | 72.7%  |
| 1940 | 2,809       | 8.5%   |
| 1950 | 3,981       | 41.7%  |
| 1960 | 4,209       | 5.7%   |
| 1970 | 3,885       | −7.7%  |
| 1980 | 4,608       | 18.6%  |
| 1990 | 4,078       | −11.5% |
| 2000 | 4,099       | 0.5%   |
| 2010 | 3,719       | −9.3%  |

Secondo l'Ufficio del censimento degli Stati Uniti d'America la contea ha un'area totale di 2807 miglia quadrate (7270 km²), composti completamente dalla terraferma.

### Strade principali
- Interstate 10
- U.S. Highway 190
- State Highway 137
- State Highway 163
- State Highway 349

### Contee adiacenti
- Upton County (nord)
- Reagan County (nord)
- Irion County (nord-est)
- Schleicher County (est)
- Sutton County (est)
- Val Verde County (sud)
- Terrell County (sud-ovest)
- Pecos County (ovest)
- Crane County (nord-ovest)

## Comunità

### Census-designated place
- Ozona

### Comunità non incorporate
- Emerald